# Нагорода за видатну єдність частини (США)

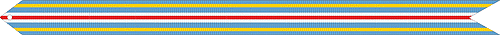
Почесна стрічка на бойовий прапор частини «нагороди за видатну єдність частини»

Нагоро́да за видатну́ є́дність части́ни (США) (англ. Joint Meritorious Unit Award) — військова нагорода США для заохочення військових частин. Нагорода була заснована 4 червня 1981 секретарем оборони США К.Вайнбергером і затверджена Департаментом оборони директивою 1348.27 від 22 липня 1982 року.
Нагорода за видатну єдність частини є почесною стрічкою, яка надається Департаментом оборони США і є еквівалентом Медалі за відмінну службу в Збройних силах, якою нагороджуються окремі військовослужбовці. Нагорода присвоюється об'єднаному військовому формуванню або формуванню, яке організаційно входило до складу Об'єднаного, Сумісного або Спеціального командування або виконувало спеціальну місію в складі об'єднаного угруповання військ під керівництвом міністерства оборони; Голови Об'єднаного комітету начальників штабів Збройних сил США; командувача Об'єднаного командування, а також секретаря одного з військових міністерств країни, який був уповноважений міністром оборони США на час проведення операції керівником.